# Vitice
Vitice är en ort i Tjeckien.   Den ligger i regionen Mellersta Böhmen, i den centrala delen av landet, 40 km öster om huvudstaden Prag. Vitice ligger 300 meter över havet och antalet invånare är 976.
Terrängen runt Vitice är lite kuperad.Runt Vitice är det ganska glesbefolkat, med 27 invånare per kvadratkilometer. Närmaste större samhälle är Nymburk, 19,5 km nordost om Vitice. Trakten runt Vitice består till största delen av jordbruksmark.